# اليوم العالمي للفلسفة
اليوم العالمي للفلسفة (بالإنجليزية: World Philosophy Day)‏ هو احتفال عالمي أعلن من قبل اليونسكو ويحتفل به كل ثالث يوم خميس من شهر نوفمبر. تم الاحتفال به لأول مرة في 21 نوفمبر 2002.
خلال الاحتفال باليوم العالمي للفلسفة في كل عام، وفي يوم الخميس الثالث من نوفمبر، تؤكد اليونسكو القيمة الدائمة للفلسفة لتطور الفكر البشري، لكل ثقافة ولكل فرد. اليونسكو كانت دائما مرتبطة ارتباطا وثيقا بالفلسفة، وليس الفلسفة التأملية أو المعيارية، بل الفلسفة التي تمكننا من إعطاء معنى للحياة والعمل في السياق الدولي.